# Klášter vizitantek (Chaillot)
Klášter vizitantek v Chaillot (francouzsky Couvent des Visitandines de Chaillot) je zaniklý ženský klášter řádu Navštívení Panny Marie ve Francii. Klášter byl vysvěcen roku 1651 a zbořen v roce 1794.

## Umístění
Klášter se nacházel západně od Paříže na kopci Chaillot v 16. obvodu.

## Historie
V roce 1583 královna Kateřina Medicejská koupila a následně nechala přestavět poustevnu na kopci Chaillot. Přestavbou byl pověřen architekt Étienne Dupérac, který navrhl palác ve tvaru písmene U s terasovitými zahradami. Práce začaly v roce 1588, ovšem v následujícím roce panovnice zemřela.
V roce 1613 zámek nad pravým břehem Seiny koupil Pierre Jeannin, prezident pařížského parlamentu. Po něm v roce 1630 zámek získal markýz de Bassompierre. Jeho dědicové dům prodali roku 1651 vizitantkám z iniciativy Henrietty Marie Bourbonské, která zde založila klášterní komunitu, třetí v pořadí po klášteru v Rue Saint-Jacques založeném v roce 1626 a klášteru v Rue Saint-Antoine založeném v roce 1632.
Henrietta Marie Bourbonská jako vdova po popraveném králi Karlu I. uprchla ze vzbouřené Anglie a vrátila se do Francie. Zde pověřila architekta Françoise Mansarta výstavbou kaple. V klášteře po určitou dobu pobývaly např. Marie Mancini, Mazarinova neteř, nebo Louise de La Vallière. V roce 1669 zde Jacques-Bénigne Bossuet pronesl pohřební řeč za anglickou královnu Henriettu Marii Bourbonskou. Klášter byl později spojen s osudy několika Stuartovců: byla zde vychována Henrietta Anna Stuartovna nebo pohřbena anglická královna Marie Beatrice d'Este.
V roce 1686 řád vizitantek koupil celé panství Chaillot. Klášter byl zrušen za Francouzské revoluce. Dne 31. srpna 1794 byly budovy kláštera zničeny výbuchem střelného prachu v Grenelle na druhém břehu Seiny. Trosky byly následně odstraněny.